# Morfem
Ett morfem eller ordled är den minsta betydelsebärande enheten i ett språk. Ett morfem ingår i allmänhet i ett ord, och byggs i sin tur upp av fonem. Läran om ordens inre struktur, det vill säga morfemen, kallas morfologi.

## Huvudtyper
Det finns två huvudtyper av morfem:
- Rotmorfem, basmorfem eller fria morfem – ord eller ordstam med egen självständig betydelse
  - Lexikalt morfem, rotmorfem som fungerar som ett eget ord, t.ex. dag, snäll, tomte, den, att
  - Övriga rotmorfem är ordstammar som behöver kompletteras för att bilda ord, t.ex. häll-, flick-
- Affix eller bundna morfem – ordled utan egen betydelse, men modifierar rotmorfem
  - Prefix, t.ex. o- och be-
  - Suffix, t.ex. -het, -isk
  - Interfix eller fogmorfem, sammanfogar ord, t.ex. u i gatubarn
  - fler undertyper av affix listas i artikeln Affix

Morfem behöver inte vara uttalade eller noteras i skrift. Exempelvis motsvaras nollplural av ett tomt morfem. Inom lingvistiken skrivs dessa som Ø:
- Ett hus, flera hus-Ø.

## Morfotax
Inom lingvistiken är morfotax det regelsystem som styr hur morfem används och vilka angränsande morfem de kan ha.

## Avstavning
I svenska språket är en av de två huvudmetoderna för avstavning baserad på ordled, nämligen Ordledsprincipen.